# エスロード
株式会社エスロードは、山形県の北部、庄内、新庄地方を地盤にドラッグストアを運営していた企業。
2014年7月に富士薬品によって子会社とされ、2016年5月に同様に富士薬品の子会社である東北セイムスと合併し解散した。

## 沿革
- 1957年7月 - 山形県の遊佐町で、沢医薬品株式会社の前身である荘内薬局が開業。
- 1961年1月 - 山形県の河北町で、有限会社佐藤薬店を設立。
- 1977年8月 - 荘内薬局から沢医薬品株式会社と改名。
- 1996年6月 - 有限会社佐藤薬店が組織変更を行い、株式会社佐藤薬店となる。
- 1996年11月 - 沢医薬品と佐藤薬店が対等合併を行い、株式会社エスロードを設立。
- 2005年9月 - 資本金を4000万円に増資。
- 2014年7月 - 富士薬品が、株式の91%を取得し子会社化。後、調剤薬局以外の「ラパス」は「セイムス」に屋号変更。
- 2016年5月 - 東北セイムスと合併し解散。

## 店舗
2014年7月時点で、山形県酒田市、鶴岡市、新庄市を中心に「ドラッグストアラパス」と「ドラッグストア生活館」を10店舗、調剤薬局を1店舗展開していた。なお、「生活館」は佐藤薬店の前身であり、河北町に1店舗を展開していた。